# 杨孟飞
杨孟飞（1962年10月—），男，湖南湘阴人，中国空间技术专家，中国空间技术研究院研究员，中国科学院院士。

## 生平
1982年毕业于西北电讯工程学院，1985年获中国空间技术研究院北京控制工程研究所硕士学位，2005年获清华大学博士学位。2022年获香港理工大学頒發榮譽博士
2017年当选为中国科学院院士。